# 百子湾南一路
39°53′52″N 116°29′20″E / 39.8978°N 116.4888°E
百子湾南一路是北京市朝阳区的一条道路，位于北京中心城区东部。据北京市规划与国土资源管理委员会微博，该路东起广百东路，西至黄木厂路，全长约4000米；而据该委员会网站上的地名公告，该路为东西走向，东起双丰铁路西侧规划仓储路，西至原北内集团用地范围内的规划化工设备厂东路。百子湾南一路中间穿过东四环路；其北侧平行道路为百子湾路，南侧平行道路为百子湾南二路。
该路在黄木厂路至九龙山路及西大望路至百子湾路（双丰铁路西侧）之间已实施，而九龙山路至西大望路的路段未实施，使道路被分为两段。
该路在2005年已有政府部门的命名。黄木厂路至九龙山路的路段（位于苹果社区南北区之间）最晚2007年已经实施，而程序上由于开发商未将管理权移交市政，因而当局一直未为此路安置路牌。2013年，中央美术学院硕士研究生葛宇路利用自己的名字自行为该路悬挂了葛宇路的路牌，作为一种艺术设计。此后该名称逐渐被高德地图、百度地图等网络地图服务收录为路名。2017年葛宇路从中央美术学院毕业，在毕业设计展上展示的“葛宇路”路牌在知乎蹿红，引发大量媒体报道，并引起了政府有关部门的注意。由于有關部門認為“葛宇路”名称违反地名管理有关法规，该段路牌于2017年7月13日被拆除。评论认为此现象反映了地名管理部门的失职。